# تارگت

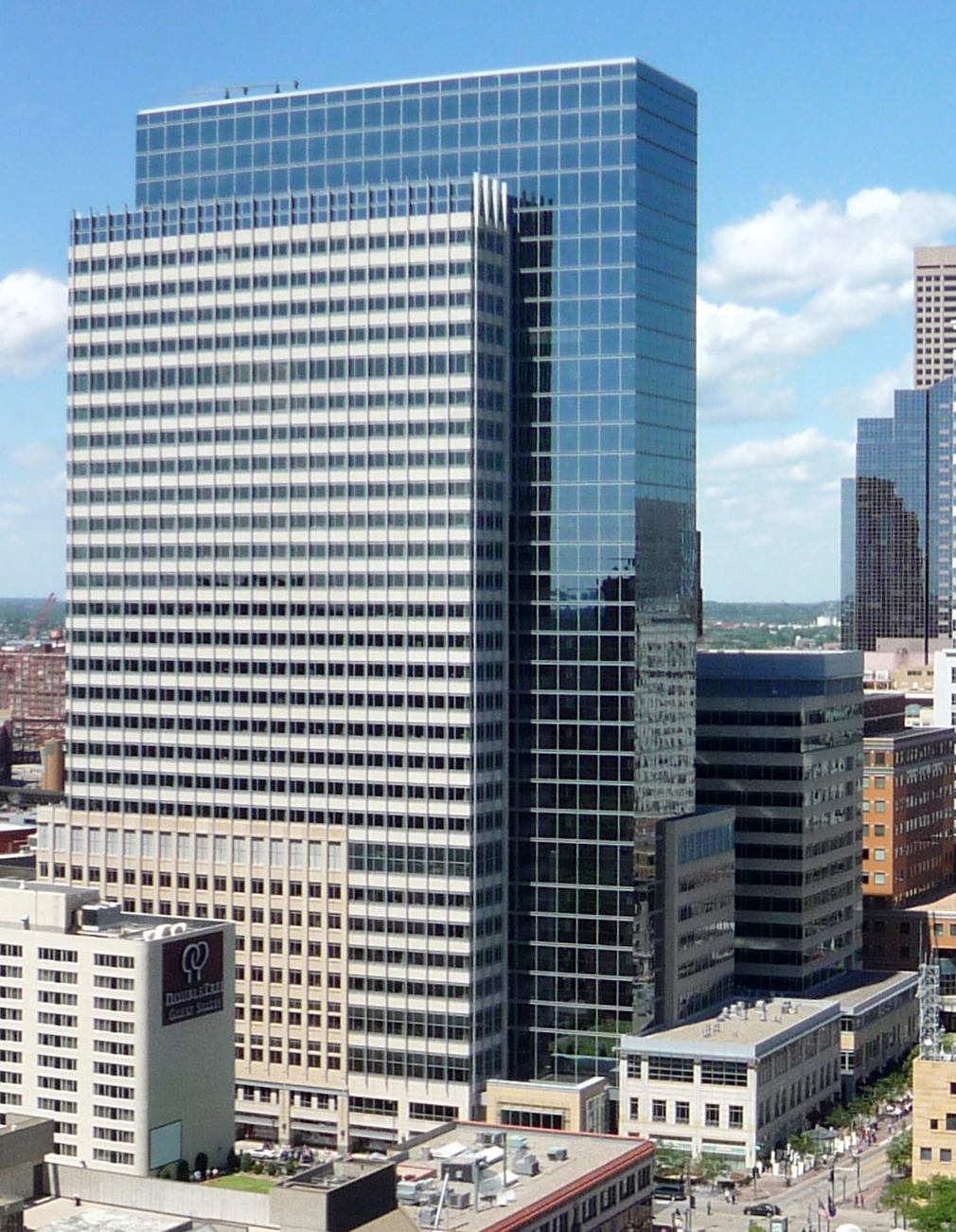
دفتر مرکزی شرکت تارگت در برج تارگت پلازا، در شهر مینیاپولیس، مینه‌سوتا

تارگت (به انگلیسی: Target) شرکت خرده‌فروشی آمریکایی است که شعبه مرکزی آن در شهر مینیاپولیس، مینه‌سوتا قرار دارد. این شرکت پس از وال‌مارت، به‌عنوان دومین شرکت بزرگ خرده‌فروشی در ایالات متحده شناخته می‌شود.
شرکت تارگت در سال ۲۰۱۲ در فهرست فورچون ۵۰۰، در رتبه ٣٨ از بزرگترین شرکت‌های مستقر در ایالات متحده قرار گرفت. بخشی از سهام این شرکت در بازار بورس نیویورک معامله می‌گردد، که به عنوان جزئی از شاخص اس اند پی ۵۰۰ محسوب می‌شود.
شرکت خرده‌فروشی تارگت در سال ۱۹۰۲ در شهر مینیاپولیس و با نام دیتون درای گودز کمپانی، توسط جرج دیتون تأسیس شد. اولین فروشگاه تحت نام تجاری تارگت در سال ۱۹۶۲ در نزدیکی شهر رزویل، مینه‌سوتا راه‌اندازی شد. این شرکت از همان ابتدای فعالیت تحت عنوان تارگت، شروع به توسعه فعالیت‌های خود نمود، تا اینکه توانست خود را به‌عنوان بزرگترین شرکت تابعه از شرکت دیتون هادسون معرفی نماید. در ماه اوت سال ۲۰۰۰ شرکت تارگت به عنوان یک شرکت مستقل حقوقی ثبت گردید.
در ژانویه ۲۰۱۱ شرکت تارگت آغاز فعالیت‌های خود در کانادا را اعلام کرد. تارگت در ابتدای سال ۲۰۱۳ میلادی ۱۵۰ فروشگاه را در کشور کانادا در اختیار داشت، که بسیاری از آنها را پس از خرید فروشگاه‌های زنجیره‌ای زیلرز بدست آورد. شرکت تارگت هم‌اکنون (سال ۲۰۲۴) مالک شبکه‌ای از ۱۹۵۶ شعبه می‌باشد.